# IED (film)
 For alternative betydninger, se IED. (Se også artikler, som begynder med IED)
IED er en dansk kortfilm fra 2010 instrueret af Morten Larsen.

## Handling
Denne artikel mangler et handlingsreferat. Hjælp os med at skrive det.

## Medvirkende
- Jannik Raunow
- Emil Sebastian Gohr